# Ciudad de México
Ciudad de México, česky Mexiko, (anglicky Mexico City, španělsky Ciudad de México, dříve také México DF (distrito federal), zkratka CDMX) je hlavní a největší město Mexika a nejlidnatější město Severní Ameriky. Ciudad de México je jedním z nejdůležitějších kulturních a finančních center na světě. Vedle 31 států je jednou ze 32 státotvorných územně-správních jednotek Spojených států mexických. Nachází se v Údolí Mexika (Valle de México), velkém údolí na náhorních plošinách ve středu Mexika, v nadmořské výšce 2240 metrů. 
V roce 2020 byla populace samotného města 9 209 944 obyvatel s rozlohou 1 485 kilometrů čtverečních. Podle nejnovější definice, na níž se dohodly federální a státní vlády, je populace metropolitní oblasti Valle de México 21 804 515 obyvatel, což z ní činí druhou největší metropolitní oblast na západní polokouli (za brazilským São Paulo), jedenáctou největší aglomeraci (2017) a největší španělsky mluvící město na světě.
Ciudad de México patří mezi města s největšími sociálními rozdíly mezi obyvateli jednotlivých čtvrtí. Ve východní části města se lidé potýkají s chudobou, nezaměstnaností a nedostatkem jídla a pitné vody. Mezi největší chudinské čtvrtě patří například Nezahualcóyotl s 1,5 milionu obyvatel. Západní část města naopak oplývá blahobytem. Nejdůležitější tepnou je reprezentativní Paseo de la Reforma, což je 15 km dlouhá a 60 m široká třída lemovaná stromy. V centru města se nachází náměstí Plaza de la Constitución, zvané Zócalo, a Náměstí Tří kultur. Od roku 1987 figuruje historické centrum města (zahrnující mimo jiné budovy Metropolitní katedrály, Paláce umění a Národního paláce) společně s kulturní krajinou Xochimilco na seznamu světového kulturního dědictví UNESCO. Ve městě se nachází mnoho dalších kulturních památek; na seznamu UNESCO jsou dům a ateliér Luise Barragána a univerzitní kampus Mexické národní autonomní univerzity. Jsou zde také známá muzea jako Muzeum Fridy Kahlo, Muzeum Soumaya a Muzeum Anahuacalli.
V blízkosti města (72 km východně směrem na město Puebla) se nalézá aktivní sopka Popocatépetl, která je zároveň druhým nejvyšším vrcholem Mexika. Za dobré viditelnosti je možno ji z města spatřit pouhým okem.
Po část 20. století bylo Ciudad de Mexico co do počtu obyvatel největším městem světa. Ve třetím tisíciletí však bylo překonáno jinými světovými velkoměsty. 

## Historie
- Město bylo založeno v roce 1521 na ruinách bývalého hlavního města Aztéků, Tenochtitlánu, které dobyli španělští conquistadoři v čele s Hernánem Cortésem.
- Od roku 1525 do vypuknutí války o nezávislost v roce 1810 bylo hlavním městem Nového Španělska.
- V roce 1956 tu byl postaven první mrakodrap Torre Latinoamericana.
- Roku 1957 poničilo město zemětřesení.
- V roce 1968 se zde pořádaly letní olympijské hry.
- V roce 1968 došlo na náměstí Tří kultur k masakru. Mexická armáda zabila 200–300 demonstrantů.
- V roce 1985 zasáhlo Ciudad de México zemětřesení o síle 8,1 Richterovy stupnice; vyžádalo si 5 000 až 20 000 obětí.
- V roce 1970 a 1986 zde proběhlo Mistrovství světa ve fotbale.

## Obyvatelstvo

mapa metropolitní oblasti Valle de México, zástavba tmavě šedou barvou

Podle výsledků sčítání obyvatelstva, které v Mexiku proběhlo v roce 2020, žilo na území města 9 209 944 osob. Souvislá městská zástavba ale fyzicky překračuje administrativní hranice Ciudad de México a zasahuje do sousedního státu México. Mexický statistický úřad pro své potřeby definoval tzv. Metropolitní oblast Valle de México, která kromě samotného Ciudad de México zahrnuje i 60 okolních urbanistických celků ve státech México a Hidalgo. V roce 2020 v této metropolitní oblasti žilo více než 21 milionů lidí.

## Problémy města
Ciudad de México jako jedno z největších měst na světě trpí podobnými problémy jako mnohá jiná světová velkoměsta. Hlavními problémy jsou znečištění vzduchu a vody, k tomu přistupuje nedostatek pitné vody. Ten je spojen s propadáním se města o 50 cm za rok. Dopravní infrastruktura je stále ještě poddimenzovaná. Nižší ekonomická výkonnost způsobená mj. vysokou nezaměstnaností má za následek nižší životní úroveň poměrně značné části obyvatelstva města, což zmíněné problémy ještě umocňuje. V Ciudad de México žijí tisíce dětí na ulicích. Chudoba vzrůstajícího počtu obyvatel vede k rozšiřování nedostatečně vybavených předměstských čtvrtí se slumy a s vysokou zločinností, která je do značné míry spojena s nelegálním obchodováním s drogami. V roce 2003 bylo v hlavním městě uneseno zhruba 3 000 dětí, což městu přineslo ve světovém srovnání druhé místo. Došlo také k mnoha případům únosů neregistrovanými taxikáři. V metru i v jiných dopravních prostředcích působí mnoho kapsářů.

## Doprava
Městskou dopravu zajišťují autobusy, trolejbusy a metro. V rámci města a blízkého okolí zajišťují osobní železniční přepravu příměstské vlaky. Meziměstská přeprava osob po železnici byla po privatizaci v devadesátých letech v celém státě prakticky zrušena, ale do budoucna se již počítá s jejím obnovením. Je zde letiště Beníta Juaréze a železnici nahrazují meziměstské autobusy.

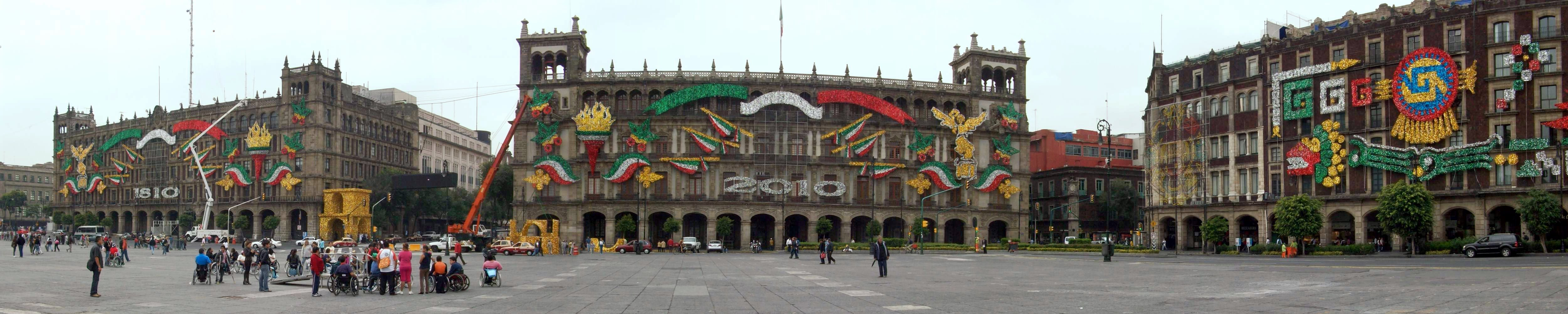
Vládní úřady na Plaza de la Constitución (Zócalo)

## Sport
V Mexiku se roku 1968 konaly letní olympijské hry.
Ve městě sídlí 3 větší fotbalové kluby: América, Cruz Azul a UNAM. Dlouho zde hrály i Necaxa a Atlante, které se však přestěhovaly do jiných měst. V letech 1970 a 1986 se na Aztéckém stadionu hrálo finále Mistrovství světa ve fotbale.
Na Autódromo Hermanos Rodríguez se jezdí Formule 1.

## Slavní rodáci
- Frida Kahlo (1907–1954), mexická malířka
- Cantinflas (1911–1993), mexický herec a komik
- Octavio Paz (1914–1998), mexický básník a esejista, nositel Nobelovy ceny za literaturu z roku 1990
- Ricardo Montalbán (1920–2009), mexicko-americký rozhlasový, televizní, divadelní a filmový herec
- Carlos Slim Helú (* 1940), mexický podnikatel, miliardář, magnát a investor
- Vicente Fox (* 1942), mexický ekonom a politik, prezident Mexika v letech 2000–2006
- Alejandro González Iñárritu (* 1963), mexický filmový režisér, producent, scenárista a hudební skladatel
- Lupita Nyong'o (* 1983), keňsko-mexická herečka, držitelka Oscara

## Partnerská města
- Berlín, Německo, 1993
- Chicago, USA
- Cuzco, Peru, 1987
- Dolores Hidalgo, Mexiko, 2008
- Havana, Kuba, 1997
- Los Angeles, USA, 1969
- Madrid, Španělsko, 1983
- Malmö, Švédsko, 2007
- Nagoja, Japonsko, 1978
- San Salvador, Salvador, 1979
- Soul, Jižní Korea, 1993